# Yngvi
Yngvi, Yngvin, Ingwine, Inguin son nombres que están relacionados con el antiguo teónimo Ing, al parecer un antiguo nombre del dios nórdico Freyr (originalmente un epíteto, que significaba, señor).
Ingwaz en el Idioma proto-germánico fue uno de los tres hijos del primer hombre Mannus y el antepasado mítico de las tribus germánicas de la zona del mar del Norte, además de la reconstrucción del nombre de la runa Futhark Mayor ŋ.
En el anillo de Pietroassa, perteneciente al periodo en que los visigodos habitaban Rumania, está escrito en runas muy dañadas: gutanī [i(ng)]wi[n] hailag («Para Ingwi de los godos. Santo»).

## Etimología
El nórdico antiguo Yngvi, así como el alto alemán antiguo Inguin y el inglés antiguo Ingƿine, derivan del proto-germánico * Ingwaz. Los cambios de sonido en el proto-germánico tardío transformaron * Ingwaz en * Ingwi (z) en el caso nominativo e * Ingwin en el caso acusativo. Que su epíteto * Fraujaz aparece en los compuestos nórdicos antiguos Ingvifreyr e Ingunarfreyr, así como en el inglés antiguo fréa inguina, los cuales significan 'Señor de los Inguins', i. mi. el dios Freyr, indica claramente que las dos deidades son iguales o se sincretizaron en algún período muy temprano de la migración germánica (o posiblemente antes). Los Ingvaeones, que ocuparon un territorio aproximadamente equivalente a la actual Dinamarca, Frisia y los Países Bajos en el cambio de milenio, fueron mencionados por Plinio el Viejo en sus Historias Naturales como una de las "cinco tribus germánicas". Tácito afirma su descendencia de los tres hijos de Mannus o * Mannaz afín a Manus en el hinduismo, el "primer hombre", de los cuales * Ingwaz pudo haber sido uno. Otros nombres que conservan el teónimo son Inguiomerus o Ingemar e Yngling, el nombre de una antigua dinastía escandinava.